# Scaphytopius neloricatus
Scaphytopius neloricatus är en insektsart som beskrevs av Caldwell 1952 . Scaphytopius neloricatus ingår i släktet Scaphytopius och familjen dvärgstritar. Inga underarter finns listade i Catalogue of Life.